# Dmitri Samokhvalov
Dmitri Samokhvalov (en rus Дмитрий Самохвалов) (18 de novembre de 1986) és un ciclista rus, professional des del 2015. El seu germà bessó Anton també és ciclista professional.

## Palmarès
- 2008
  - 1r al Circuit dels vins de Blayais
- 2009
  - 1r al Saint-Brieuc Agglo Tour i vencedor de 2 etapes
  - 1r al Trofeu nacional de Pujols
- 2010
  - 1r al Gran Premi de Saint-Étienne Loire
  - Vencedor d'una etapa al Tour Nivernais Morvan
- 2011
  - 1r al Gran Premi Udmúrtskaia Pravda
- 2014
  -  Campió de Rússia de muntanya
  - Vencedor d'una etapa al Memorial Viktor Kapitonov
  - Vencedor d'una etapa al Friendship People North-Caucasus Stage Race
- 2015
  -  Campió de Rússia en ruta per equips
  -  Campió de Rússia en contrarellotge per parelles (amb Anton Samokhvalov)
  - 1r al Tour de Kuban i vencedor d'una etapa
  - 1r al Memorial Viktor Kapitonov i vencedor d'una etapa